# Rosabrauner Täubling
Der Rosabraune Täubling oder Blassrote Täubling (Russula cremeoavellanea) ist ein Pilz aus der Familie der Täublingsverwandten. Der mittelgroße und sehr seltene Täubling ist zunächst cremegelblich bis fast zitronengelb gefärbt und stellenweise rosa bis rosabräunlich überhaucht. Später verfärbt er sich fast haselnussbraun. Der mild schmeckende Täubling ist ein typischer Birkenbegleiter.

## Merkmale

### Makroskopische Merkmale
Der Hut ist 4–9 (–10) cm breit, zuerst gewölbt, doch später in der Mitte mehr oder weniger niedergedrückt. Der Hut ist gelblich bis cremefarben und stellenweise mehr oder weniger rosa, fuchsrot oder orangefarben überhaucht. Es gibt aber auch komplett orangefarbene Formen. Im Alter verfärbt sich der Hut mehr cremeocker und zuletzt fast haselnussbraun. Die glatte Huthaut ist je nach Witterung klebrig glänzend bis matt und fast bis zur Mitte abziehbar. Der Rand ist stumpf und im Alter höckrig gerieft.
Die Lamellen stehen zuerst ziemlich dicht und dann mehr entfernt und sind gegabelt oder an der Basis adrig verbunden. Sie sind ziemlich breit und stumpf und zunächst weißlich, dann cremefarben und bei Reife ockergelb gefärbt. Auch das Sporenpulver ist intensiv gelb gefärbt (>Sporenpulverfarbe IVb(cd) nach Romagnesi).
Der weiche Stiel  ist 3–6 (–8) cm lang und 1–2 (–3) cm breit. Er ist weiß, runzelig und kann gräulichbraun anlaufen. Das weiße Fleisch ist ziemlich dick, brüchig und hat einen leicht grau-gelblichen Ton. Es schmeckt mild, ein wenig nach Haselnuss und riecht mitunter leicht fruchtig. Der Geruch kann aber auch ganz fehlen. Das Fleisch verfärbt sich mit Eisensulfat schwach grau-rosa und reagiert sehr heftig mit Guajak.

### Mikroskopische Merkmale
Die mehr oder weniger stacheligen Sporen sind (7)8–9(–9,5) µm lang und 6–7,5(–8) µm breit. Die Warzen stehen meist isoliert, bisweilen sind sie aber auch teilweise verbunden, aber nicht oder kaum netzig. Die Pleurozystiden messen 60-85 × 8-12 µm. Sie sind wenig charakteristisch, meist mehr oder weniger stumpf und teilweise appendikuliert oder spindelförmig.
Die 2-3(5) µm breiten Hyphen-Endzellen der Huthaut sind sehr variabel. Sie sind meist schlank, oft nippelförmig verschmälert oder an der gestreckten Spitze fast eingeschnürt oder kopfig. Die zylindrischen Pileozystiden sind (3)5-7(8) µm breit und 1-3(5)-fach septiert. Mit Sulfovanillin lassen sie sich schwach anfärben. Auch die Säurefestigkeit ihrer Inkrustation ist mehr oder weniger stark ausgebildet. Manchmal sind einige Hyphenendzellen hier oder da angefärbt, wie es auch für Primordialhyphen typisch ist.

## Artabgrenzung
Der Wechselfarbige Dotter-Täubling kann sehr ähnlich aussehen, er hat aber im Alter einen markanten Aprikosengeruch und verfärbt sich nicht bräunlich. Der ebenfalls ähnliche Glänzendgelbe Dotter-Täubling hat im Alter einen typischen Essiggeruch. Eine gewisse Ähnlichkeit haben noch der Sonnen- und der Gallen-Täubling, die aber beide durch ihren scharfen Geschmack leicht zu unterscheiden sind.

## Ökologie und Verbreitung

Europäische Länder mit Fundnachweisen des Rosabraunen Täublings.
Legende:
Länder mit Fundmeldungen
Länder ohne Nachweise
keine Daten
außereuropäische Länder

Der Rosabraune Täubling ist wie alle Täublinge ein Mykorrhizapilz, der vorwiegend mit Birken, aber auch mit Hainbuchen  eine Partnerschaft eingeht. Man findet den Täubling in Laubwäldern, besonders in Eichen-Mischwäldern. Im Juli erscheinen die Fruchtkörper an ihrem Standort besonders reichlich und meist scharenweise.
Der Täubling ist eine sehr seltene, rein europäische Art, die ihren Verbreitungsschwerpunkt in Nordeuropa hat.
In Deutschland kommt der sehr seltene Täubling in Bayern und Baden-Württemberg vor. In Österreich gibt es Nachweise aus Vorarlberg und dem Burgenland.

## Systematik

### Infragenerische Systematik
Der Rosabraune Täubling wird sowohl von Bon als auch von Romagnesi in die Untersektion Laetinae gestellt, die bei Bon unterhalb der Sektion Russulinae und bei Romagnesi unterhalb der Sektion Coccinae steht. Die Vertreter der Untersektion sind meist mittelgroße Arten, deren Hut meist lebhaft rötlich, orange oder ziegelrot gefärbt ist, bisweilen aber auch mehr gelblich cremefarben sein kann. Das Fleisch schmeckt mild und hat keinen charakteristischen Geruch. Das Sporenpulver ist gelb.

## Bedeutung
Als mild schmeckender Täubling ist der Rosabraune Täubling im Prinzip essbar, als extrem seltene Art sollte er aber geschont werden.